# Tangermünde
Tangermünde är en stad i centrala Tyskland, belägen i Landkreis Stendal i förbundslandet Sachsen-Anhalt, omkring 110 km väster om Berlin och 70 km norr om Magdeburg, vid floden Elbe. Staden är administrativt en självständig stadskommun som ombildades den 1 januari 2010 när de tidigare kommunerna  Bölsdorf, Buch, Grobleben, Hämerten, Langensalzwedel, Miltern, Storkau och Tangermünde gick samman. De tidigare kommunerna är Ortschaft i staden.
Tangermünde var en betydande stad i centrala Tyskland under senmedeltiden och är känt för sin gamla stadskärna, med välbevarade medeltida befästningar och korsvirkeshus från 1600-talet.

## Geografi
Tangermünde ligger i landskapet Altmark strax sydost om staden Stendal, på den plats där floden Tanger rinner ut i Elbe. Den gamla stadskärnan ligger på en ändmoränhöjd väster om Elbe och norr om Tangers utlopp, vilket ger den äldre bebyggelsen ett naturligt skydd mot Elbe, som vid extrema högvatten översvämmar hamnen.

## Historia
Tangermündes borg omnämns första gången i skrift av biskopen Thietmar av Merseburg år 1009. Det första omnämnandet av en stad med stadsrättigheter är från 1275.
Tangermünde var en betydande stad under medeltiden och var mellan åren 1373 och 1378 den tysk-romerske kejsaren Karl IV:s andra residensstad för den norra delen av riket, efter hans köp av Markgrevskapet Brandenburg. Karl IV lät också bygga ut borgen till ett kejserligt slott. Under 1400-talet var staden hansestad och under kurfursten Fredrik I av Brandenburg från 1415 residensstad för Hohenzollern-markgrevarna av Brandenburg, vilket utgjorde en blomstringstid för staden. De därefter följande markgrevarna uppehöll sig mer sällan i Tangermünde, och i samband med en konflikt med stadens borgare 1488, om skatt på öl, valde markgreven Johan Cicero av Brandenburg att permanent flytta sitt residens till Berlins stadsslott i dåvarande Cölln.

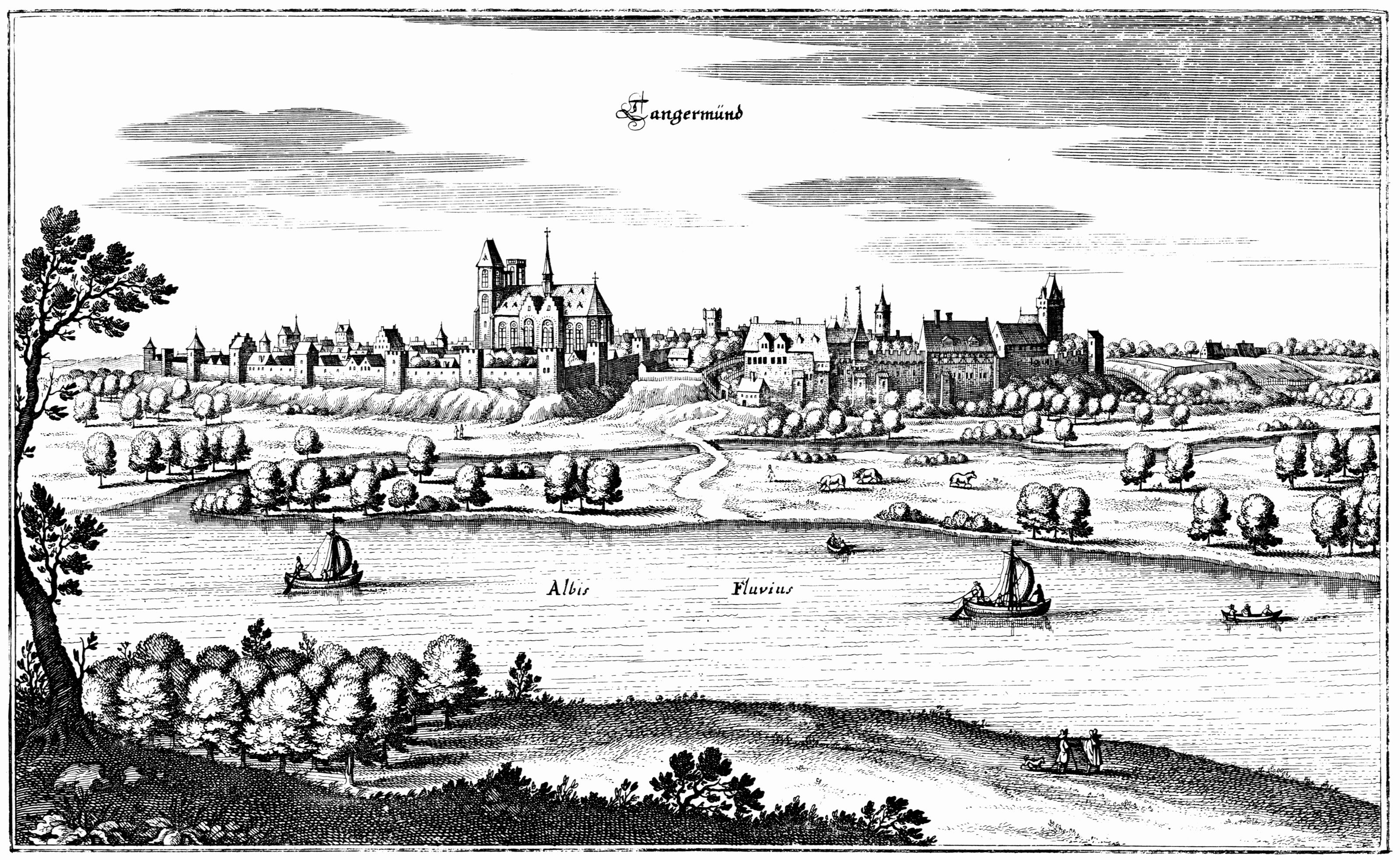
Tangermünde omkring år 1650. Kopparstick av Matthäus Merian den äldre.

En stadsbrand 1617 och det trettioåriga kriget ledde till att staden hamnade i en ekonomisk tillbakagång och utvecklades till en lantlig småstad. De äldsta korsvirkeshusen i stadskärnan uppfördes under 1600-talet efter stadsbranden. 1807-1813 tillhörde staden kungariket Westfalen.
Till skillnad från i många andra städer i Tyskland under 1800-talet valde man att behålla och delvis restaurera de medeltida stadsmurarna. Staden fick mindre skador i samband med amerikanskt artilleribombardemang under slutfasen av andra världskriget men tillhör de bättre bevarade historiska stadskärnorna i regionen. Ett större offentligt renoverings- och ombyggnadsprogram av stadskärnan avslutades 2006, då parken och fontänen framför Sankt Stefanskyrkan färdigställdes.

## Näringsliv
De viktigaste industrierna i Tangermünde idag är turism, livsmedelstillverkning, maskintillverkning och fartygsvarv.
Tangermündes sockerraffinaderi, grundat av Friedrich Theodor Meyer 1826, tillverkade ursprungligen chokladmärket Feodora, som idag produceras av företaget Hachez i Bremen, och den ursprungliga chokladfabriken revs 2007. Tangermündes hamn var tidigare av viss betydelse för sjöfarten på Elbe men används idag huvudsakligen för övervintring och renovering av flodkryssningsfartyg.

## Kultur och sevärdheter

### Byggnadsminnen

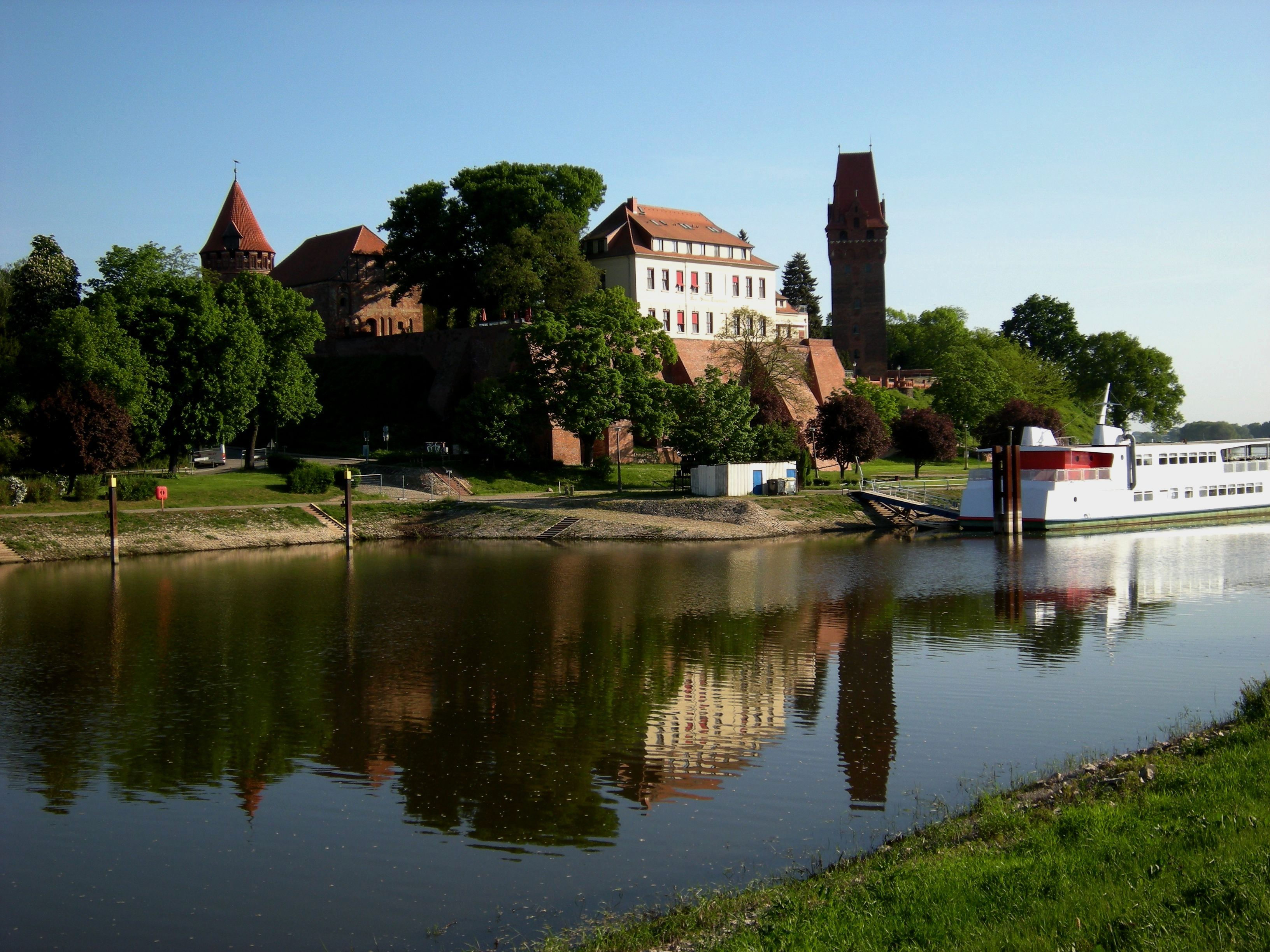
Borgberget intill floden Elbe i Tangermünde.

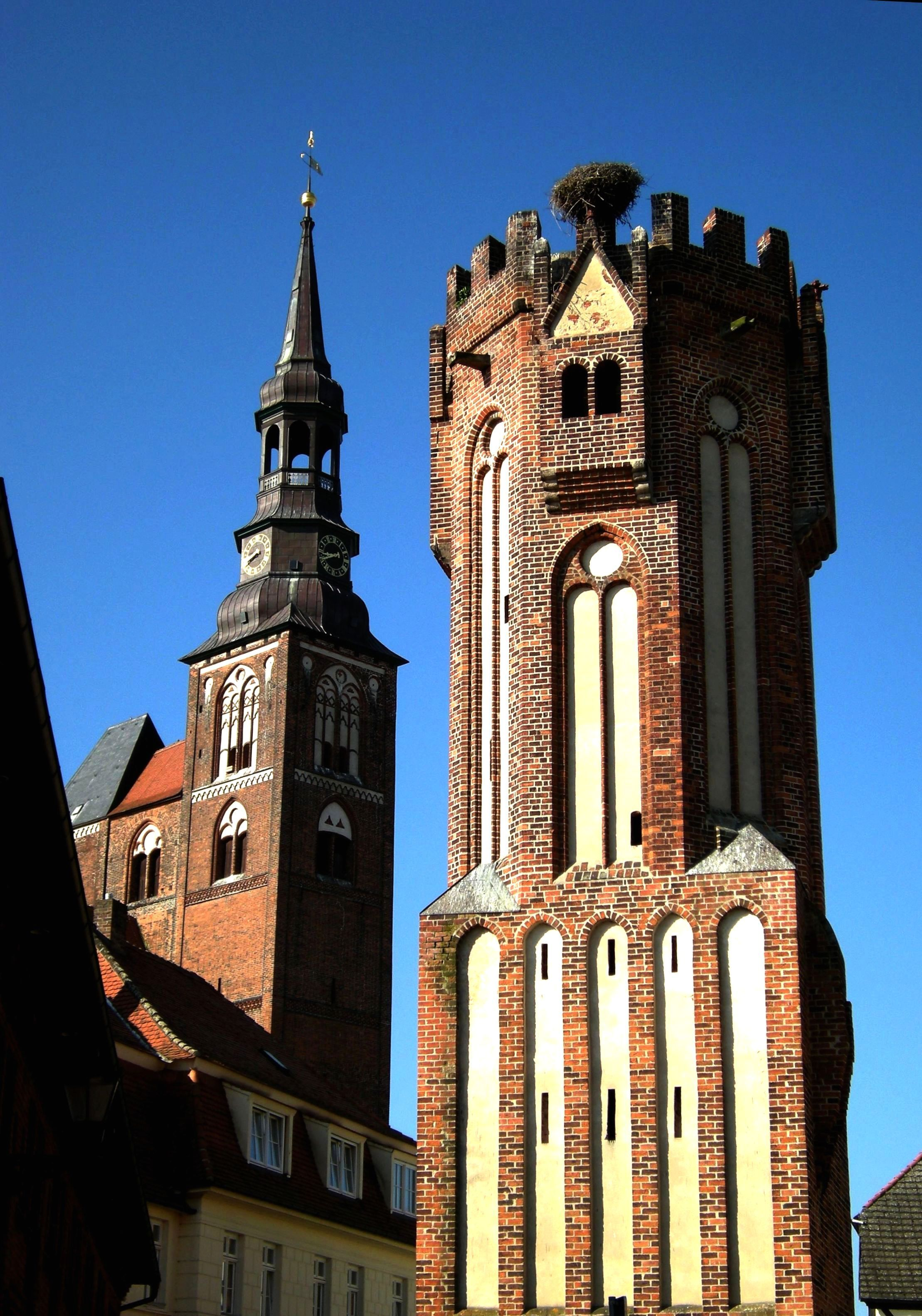
Stefanskyrkan och Eulenturm

- Burg Tangermünde, Tangermündes medeltida slott, grundlagt 1009. Den befästa borgen byggdes ut till kejserligt residens under Karl IV:s tid på 1370-talet. Bland de bevarade byggnaderna finns Tanzhaus, Kapitelturm och Gefängnisturm. Borgen brändes av svenska trupper 1640. Förvaltningsbyggnaderna från början av 1700-talet inhyser idag ett slottshotell.
- Rådhuset, påbörjat 1430 och med sin dekorativa gavel ett av de mer framstående och bäst bevarade exemplen på den nordtyska tegelgotiken. I rådhuset finns bland annat stadsmuseet.
- Sankt Stefanskyrkan, med orgel av orgelbyggaren Hans Scherer den yngre, gotiska valv och stadens högsta torn.
- Sankt Elisabetkapellet, också kallat Salzkirche. Grundlagt under medeltiden. Kapellet användes från början av 1700-talet som salt- och kornmagasin och är idag en evenemangslokal.
- Stadsmuren, till större delen bevarad och med flera torn.
- Innerstaden har många byggnadsminnesmärkta korsvirkeshus.

### Museer
- Borgmuseet, inrymt i slottsfogdens hus från 1453.
- Stadshistoriska museet i det historiska rådhuset
- Museum Zeitzeug am Eulenturm, utställning med vardagsföremål från Altmarks 1800-tals- och 1900-talshistoria.
- Kopparsmedjan från 1600-talet

## Kommunikationer
Norr om staden passerar Bundesstrasse 188 som förbinder staden med de närmaste större grannstäderna Stendal västerut och Rathenow österut. B188 förbinder även staden, via Bundesstrasse 189, med Wittenberge norrut och Magdeburg söderut, samt motorvägen A2 (Berlin - Hannover). Elbebron vid Tangermünde är den enda bron mellan Magdeburg och Wittenberge över Elbe, och B188 löpte fram till 2001 genom centrala Tangermünde. Genom byggandet av den nya Elbebron och den nya vägsträckningen 1997-2001 kunde stadskärnan avlastas från trafik.
Tangermünde utgör ändstation på sidolinjen Stendal - Tangermünde, som sedan 1886 förbinder staden med den stora regionala järnvägsknuten Stendal. Staden har en järnvägsstation, Bahnhof Tangermünde, och en hållplats, Tangermünde West.  Sträckan trafikeras av Deutsche Bahn med moderna rälsbussar i entimmestrafik. Sedan början av 1990-talet är godstrafiken på linjen nedlagd. 1903-1917 existerade även en sidolinje mot Lüderitz.

## Kända Tangermündebor

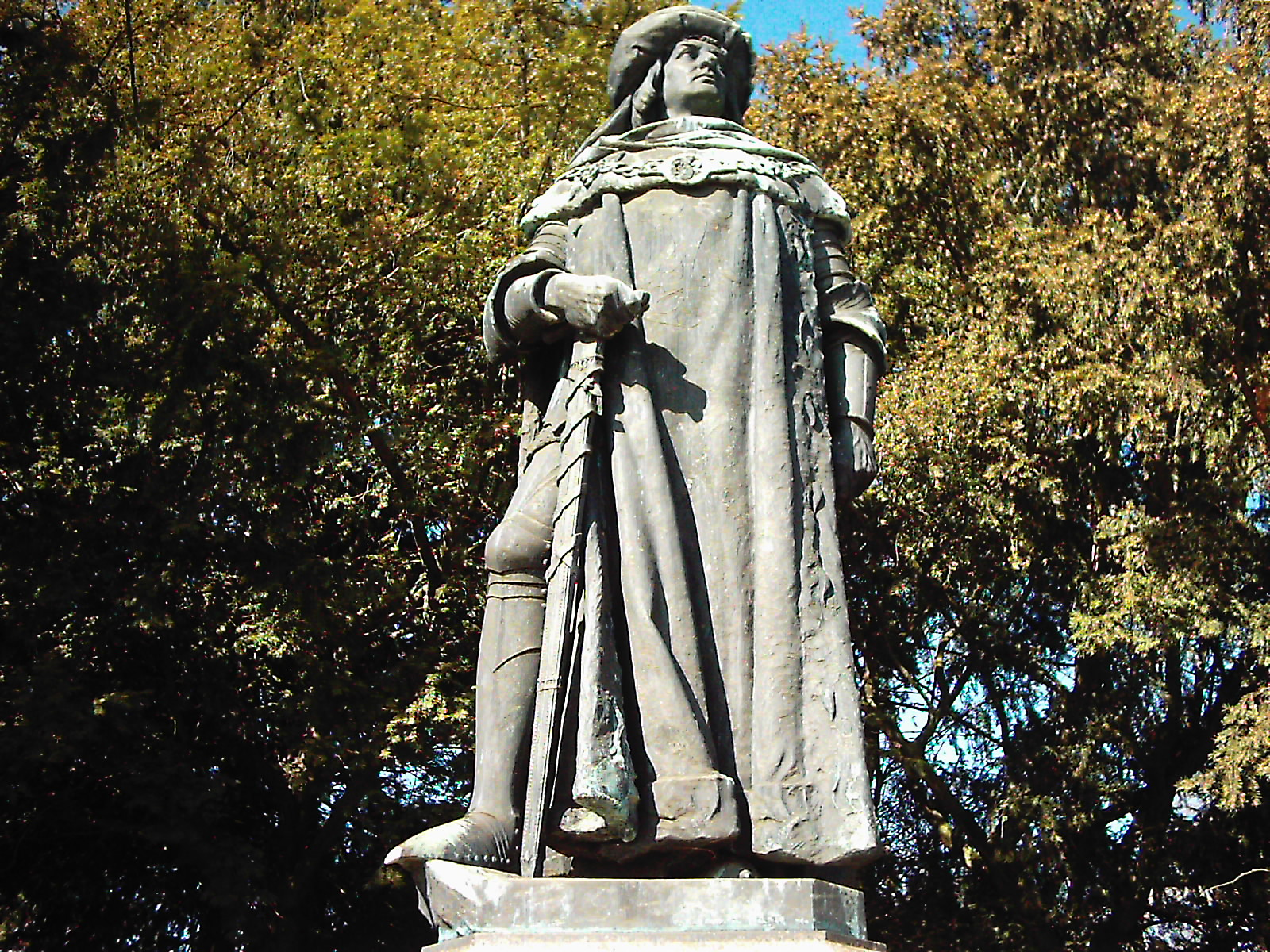
Staty av kurfursten Fredrik I av Brandenburg vid Tangermündes slott. Bronsavgjutning av original från Siegesallee i Berlin, skulpterad av Ludwig Manzel år 1900.

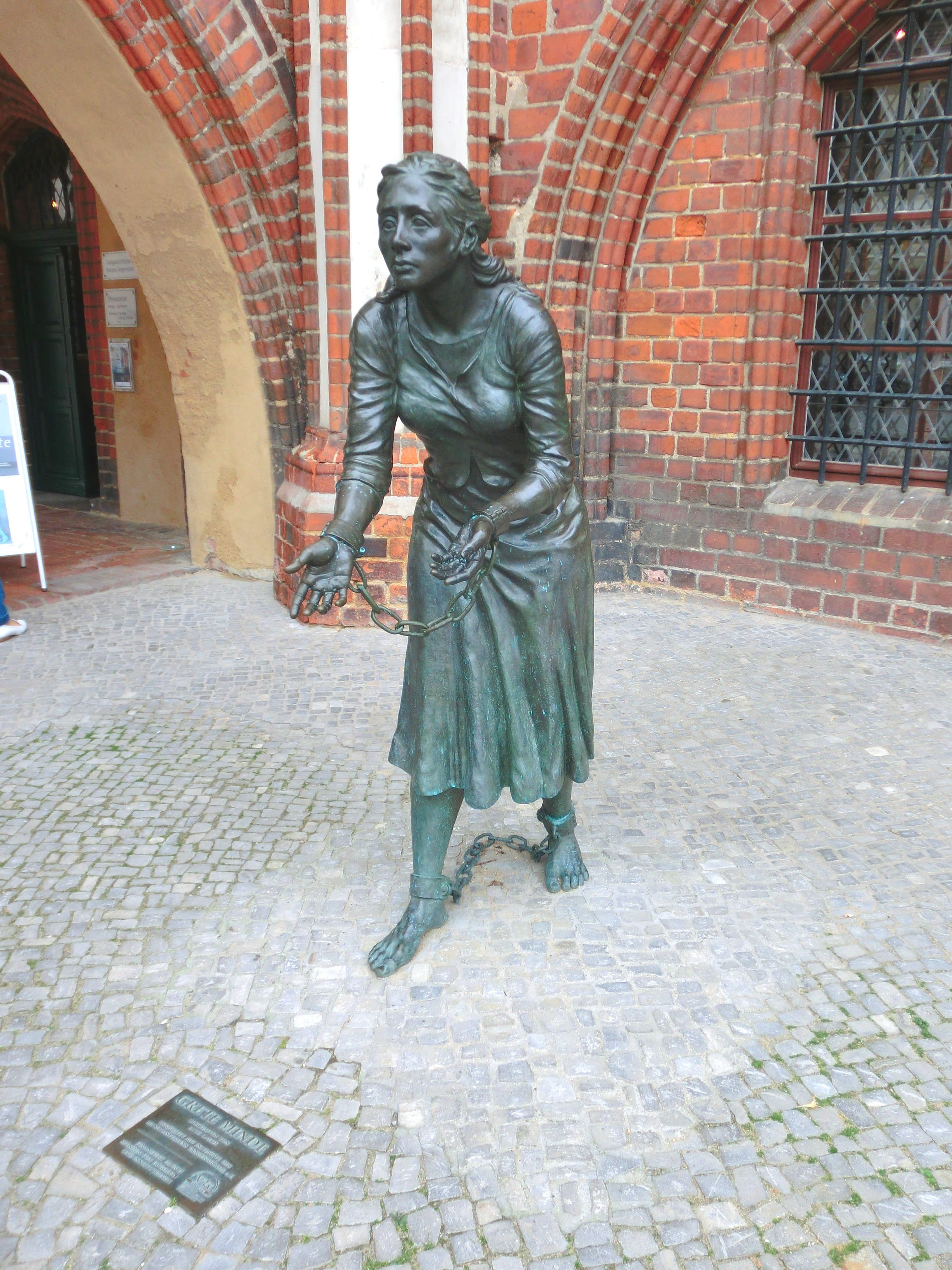
Grete Minde-statyn framför rådhuset

### Födda i Tangermünde
- Albrekt Akilles av Brandenburg (1414-1486), kurfurste av Brandenburg.
- Ludwig von Borstell (1773-1844), preussisk kavallerigeneral.
- Fredrik II av Brandenburg (1413-1471), kurfurste av Brandenburg.

### Andra personer med anknytning till Tangermünde

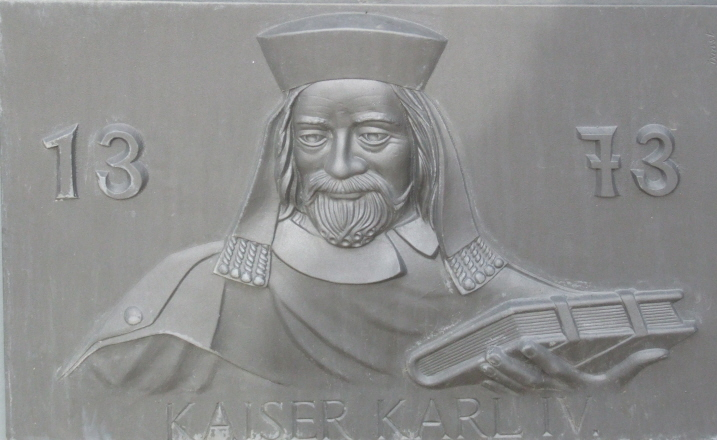
Avbildning, utförd av Karolin Donst, av kejsaren Karl IV på stadsbrunnen i Tangermünde.

- Fredrik I av Brandenburg (1371-1440), kurfurste av Brandenburg från 1415, förlade kurfurstarnas residens till Tangermündes slott.
- Karl IV (1316-1378), tysk-romersk kejsare, lät uppföra ett kejserligt residenspalats i Tangermünde och regerade den norra delen av sina personliga domäner härifrån 1373-1378. Han höll under flera längre perioder hov i staden.
- Grete Minde, torterad och avrättad på bål 1619, dömd för att ha orsakat den stora stadsbranden 1617. En fiktionaliserad version av historien, baserad på verkliga händelser, förekommer i Theodor Fontanes novell Grete Minde (1880). Sedan författaren och juristen Ludolf Parisius (1827-1900) publicerat en text 1883 i ämnet som pekar på motsägelser i domen ses fallet i modern tid som ett troligt justitiemord. En staty av Grete Minde i bojor avtäcktes 2009 framför Tangermündes historiska rådhus.

## Vänorter
- Tyskland:
  - Lich, Hessen
  - Minden, Nordrhein-Westfalen
- Italien: Tavarnelle Val di Pesa
- Frankrike: Wissembourg, Alsace